# التعليم في بلغاريا
التعليم في بلغاريا تشرف عليه وزارة التربية والعلوم. التعليم إجباري لغاية سن السادسة عشرة. بدءا من عام 2012 تم إضافة عامين من التعليم ما قبل المدرسي، والذي يبدأ عادة في سن الخامسة، للتعليم الإجباري. التعليم في المدارس الحكومية مجاني، ما عدا في الثانويات، الكليات والجامعات.

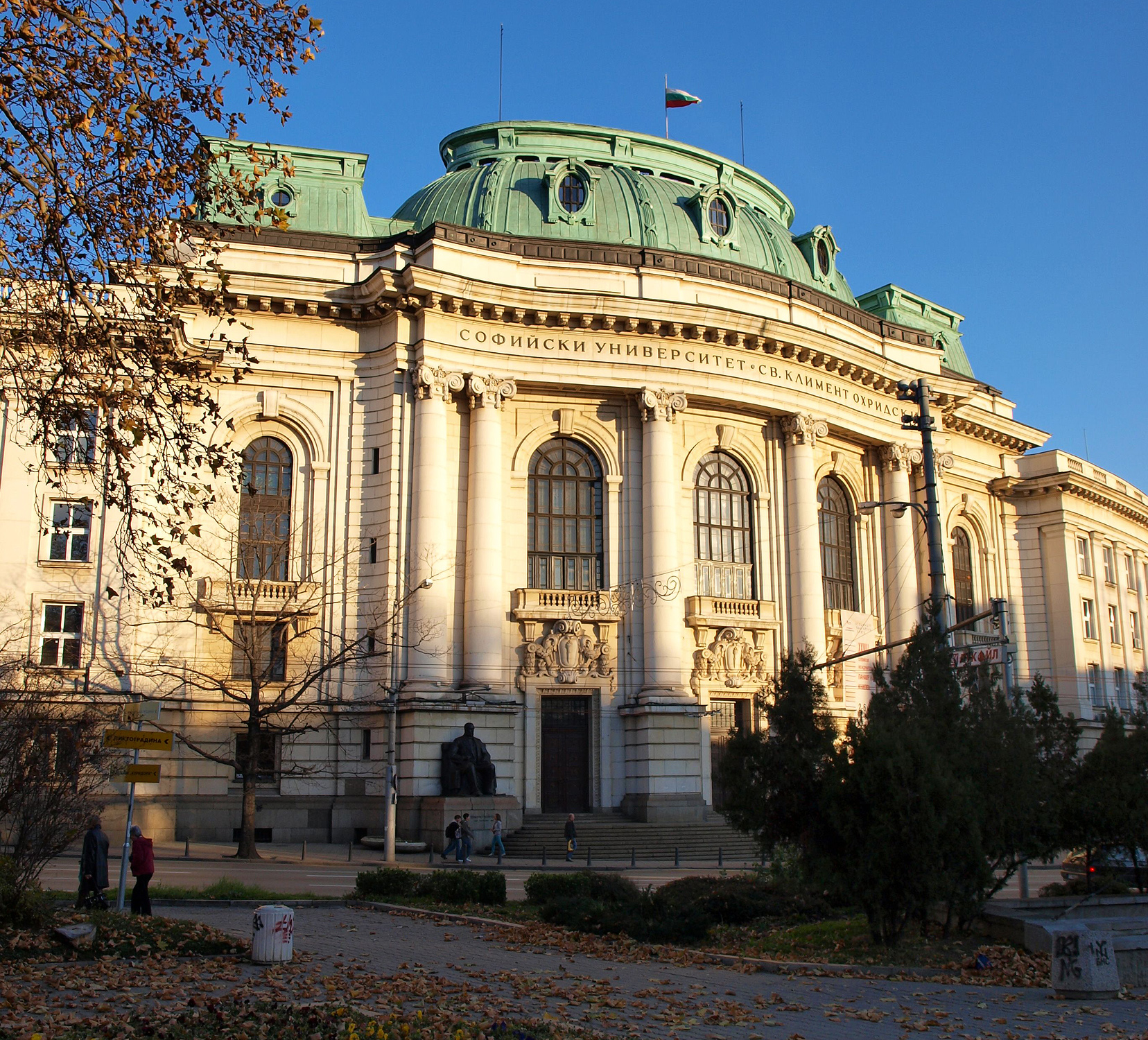
جامعة صوفيا في عاصمة بلغاريا.

في عام 1998 بلغت نسبة الالتحاق بالتعليم الإبتدائي 93 بالمائة، في حين نسبة الالتحاق بالمدارس الثانوية بلغت 81 بالمائة. نسبة الإناث للذكور بلغت 0.97 في المدارس الإبتدائية و0.98 في المدارس الثانوية. نظرا لمعدل الولادات المنخفض في بلغاريا، عرفت نسبة التمدرس في المدارس الابتدائية والثانوية انخفاضا في مرحلة ما بعد الحكم الشيوعي، مسببة تقليص في عدد المدرسين والمرافق الدراسية. في نفس الوقت، إزداد عدد المدارس الخاصة عشرة أضعاف خلال سنوات التسعينات. عرف التعليم العالي إعادة تنظيم شاملة خلال أوساط التسعينات. ما بين 1995 و2002، ارتفع عدد الطلاب الجامعيين من 33,000 إلى 50,000. في عام 2002، كانت هناك 42 مؤسسة تعليم عالي التي تضم 215,700 طالبا. في عام 2003، 4.9 بالمائة من ميزانية بلغاريا خصصت لقطاع التعليم.

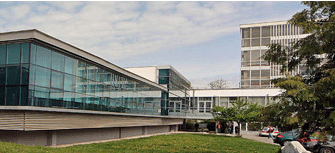
الجامعة البلغارية الجديدة.

## التاريخ
تأسست أولى المدارس في بلغاريا خلال القرن التاسع من طرف القيصر سيميون العظيم. من بين هته المدارس توجد مدرستان مهمتان في أوخريد وبريسلاف، أين تم تدريس الأبحدية السيريلية والغلاغوليتسية للبلغار الذين اعتنقوا المسيحية. بلغ عدد التلاميذ في المدرسة الواقعة في أوخريد أزيد من ثلاثة آلاف تلميذ.
بدأت المدارس الحديثة بالظهور خلال أوائل القرن التاسع عشر، خلال فترة النهضة الوطنية، بداية للذكور ثم الإناث. قدمت تلك المدارس تعليم أساسيا فقط للقراءة والكتابة والحساب، في حين أن التلاميذ الذين رغبوا في مواصلة دراستهم كان عليهم السفر إلى خارج البلاد. بعد انتهاء الحكم العثماني في عام 1878، بدأت بلغاريا في تأسيس النظام التعليمي الخاص بها، وفي نفس العام أصدرت الحكومة القانون المؤقت الخاص بالمدارس الوطنية. من بين بنود القانون تأسيس المدارس في الأرياف وتأسيس العديد من الجامعات في الفترة ما بين 1878 و1918. سببت حروب البقان والحرب العالمية الأولى تذبذبا في التعليم في بلغاريا، لكن في أواسط عشرينات القرن العشرين زاولت العديد من المدارس نشاطها بشكل عادي.
خلال الحكم الشيوعي كان لـلـاتحاد السوفيتي تأثير كبير على النظام التعليمي البلغاري. تم تغيير تركيز التعليم من الفنون الليبرالية للتدريب التقني. في عام 1979 أسس تودور جيفكوف المدرسة الثانوية المتحدة متعددة التقنيات والتي قدمت برنامج تدريس من إثني عشر فصلا ويركز أساسا على المواد التقنية. بعد نهاية حكم جيفكوف، تم إعادة هيكلة النظام التعليمي بشكل كامل، مع التركيز على إزالة تأثير الحياة السياسية على التعليم واحترام آراء الآخرين.

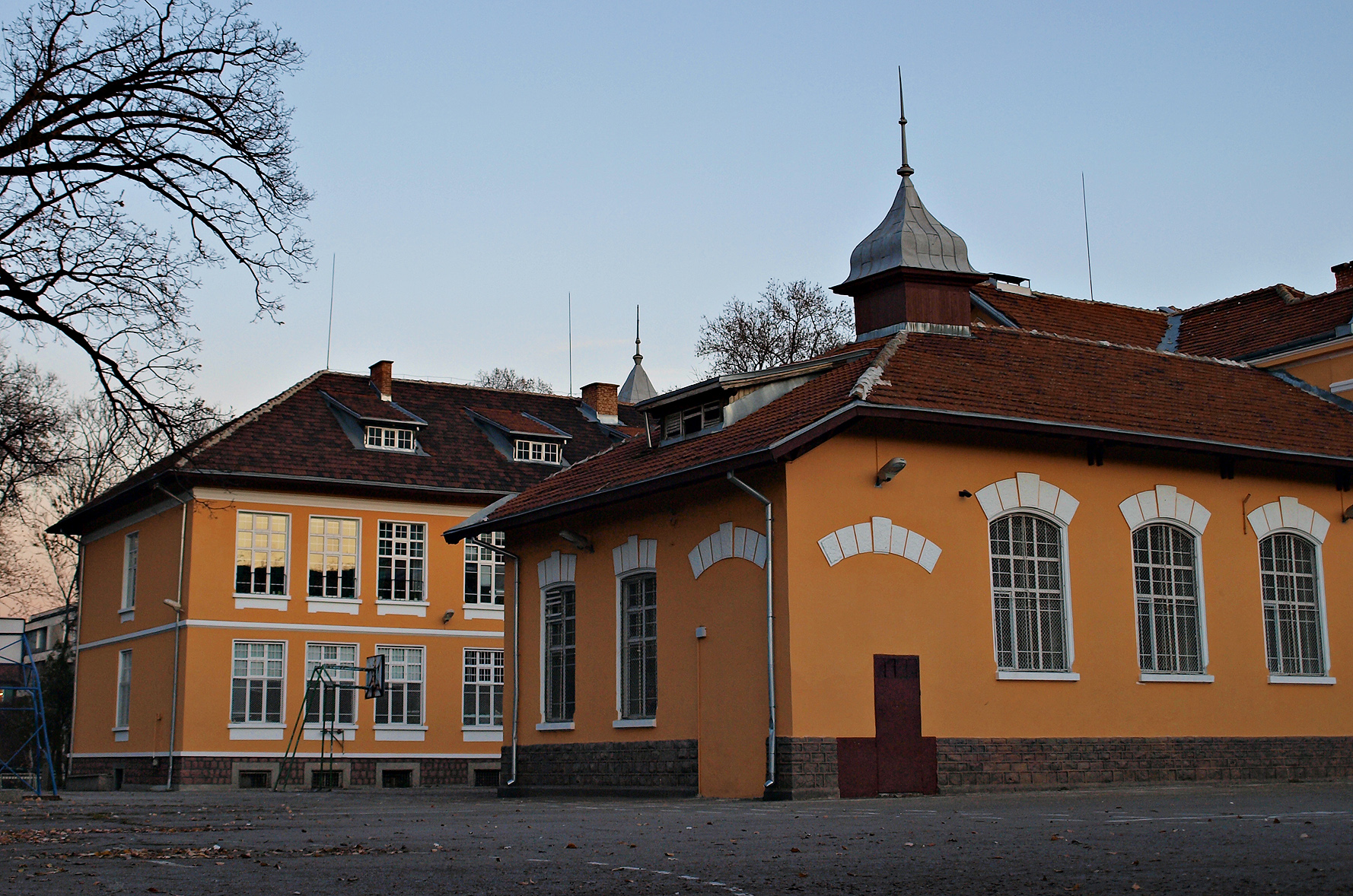
مدرسة في صوفيا.

## بنية النظام التعليمي
يتكون النظام التعليمي البلغاري من أربعة أطوار.

### الطور التحضيري
التعليم ما قبل الأساسي أو التحضيري مخصص للأطفال ما بين سن الثالثة والسادسة أو السابعة. يلتحق هؤلاء الأطفال عادة بالحضانة، لكنهم ملزمون بإكمال عامين من التعليم التحضيري قبل دخول المدرسة الابتدائية، ويمكن لهم ذلك في الحضانات أو في أقسام خاصة في المدارس الابتدائية. في السنة الدراسية 2007/2008، 74.8 بالمائة من الأطفال ما بين سنة الثالثة والسادسة كانوا منخرطين في الحضانات.

### الطور الأساسي
يضم التعليم الأساسي كل من التعليم الابتدائي والتعليم المتوسط، ويدوم من الصف الأول للصف السابع. التعليم الابتدائي يدوم من الصف الأول للصف الرابع، والتعليم المتوسط من الصف الخامس للصف السابع. يبدأ الأطفال التعليم الابتدائي في سن السابعة، أو في سن السادسة إذا أراد الأولياء ذلك. يتم الحصول على شهادات التعليم الابتدائي والأساسي بعد الانتهاء من الصف الرابع والسابع تبعا. العلامات من التعليم الأساسي تلعب دورا هاما في القبول للمدارس الثانوية.

### الطور الثانوي
يضم التعليم الثانوي مدارس ثانوية انتقائية وشاملة وأخرى مهنية. يعتمد القبول للمدارس الثانوية الشاملة على علامات امتحانات القبول، عادة في مواد الأدب والرياضيات، وكذلك علامات التعليم الأساسي. يجرى امتحان الماتورا في نهاية التعليم الثانوي.

### التعليم العالي
يوجد ثلاث أنواع من مؤسسات التعليم العالي وهي الجامعات، الكليات، والمدارس العليا المتخصصة. يتكون التعليم الجامعي من ثلاثة أطورا: البكالوريوس لمدة أربعة أعوام، الماستر لمدة عام واحد، والدكتوراه. تقدم الكليات تعليم شبه جامعي، وعادة ما تستخدم نفس ملحقات الجامعات. تقدم المدارس العليا المتخصصة شهادات في واحد من التخصصات الآتية: العلوم، الفنون، الرياضة، والدفاع.

## المنهاج التعليمي
يركز المنهاج التعليمي البلغاري على ثمانية مواد وهي اللغة والأدب اللغاري، اللغات الأجنبية، الرياضيات، المعلوماتية والتكنولوجيا، العلوم الاجتماعية والمدنية، العلوم الطبيعية والبيئية، الموسيقى والفن، والتربية البدنية والرياضة. تبدأ السنة الدراسة عادة في منتصف شهر سبتمبر/أيلول وتنتهي في شهر مايو/أيار أو يونيو/حزيران حسب مستوى التلاميذ. تقسم السنة الدراسية لفصلين، وتشتمل على عطل أعياد الميلاد، عيد الفصح، والعطلة الصيفية. تعمل المدارس الابتدائية بنظام المداومة الجزئية، حيث يقضى التلاميذ نصف يوم في المدرسة ويكون ذلك في الفترة الصباحية أو المسائية. بإمكان التلاميذ البقاء في المدرسة بعد الدوام لإكمال وظائفهم تحت إشراف الأساتذة بطلب من الأولياء.

## نظام التقييم
يعتمد نظام التقييم على الأرقام، من علامة ستة إلى علامة إثنين على النحو الآتي: علامة ستة تعني ممتاز، خمسة تعني جيد جدا، أربعة تعني جيد، ثلاثة تعني مقبول، وإثنين تعني ضعيف. تدور العلامات بجزء من الفاصلة، مثلا علامات 5.50 و5.75 تدوران لعلامة ستة وتعنيان ممتاز، في حين علامة 5.25 تدور لعلامة خمسة وتعني جيد جدا. عادة، أي علامة أقل من ثلاثة تعد علامة رسوب.

## العنف في المدارس
بعد تصاعد العنف في المدارس في العقد الأول من القرن الواحد والعشرين، أقرت الوزارة في عام 2009 قوانين صارمة لتهذيب سلوك التلاميذ، خاصة تلك المتعلقة باللباس غير اللائق، احتساء الكحول، واستعمال الهواتف النقالة. كذلك تم زيادة صلاحيات الأساتذة في معاقبة التلاميذ المخالفين.

## الأمية
بلغ معدل معرفة القراء والكتابة 98.6 بالمائة في عام 2003 مع نسب متقاربة لكلا الجنسين. تاريخيا، لطالما كان لبلغاريا معايير تعليم ذات جودة عالية، لكن في حقبة ما بعد الحكم الشيوعي عرفت جودة التعليم تراجعا بسبب قلة الموارد المالية والبشرية، خاصة في التعليم المهني.

## روابط خارجية
- موقع وزارة التعليم والعلوم البلغارية.